# Mário Reis
Pour les articles homonymes, voir Reis.
Mário da Silveira Meireles Reis , né le  31 décembre 1907 à Rio de Janeiro et mort le 5 octobre 1981 dans la même ville, est un chanteur brésilien populaire de l'ère de la radio. Il gagne l'épithète Bacharel do Samba.

## Biographie

### Enfance et vie personnelle
Mário naît le 31 décembre 1907, au n°13 de la Rua Sampaio Viana, dans le quartier de Rio Comprido, de la capitale fédérale de l'époque, dans une famille de la classe moyenne supérieure. Son père est Raul Meireles Reis – un avocat qui devient président de l'America Football Club – et sa mère, Alice da Silveira Reis. À l'âge de deux ans, il s'installe à la Rua Afonso Pena nº53, à Tijuca, marquant l'essor des Reis et forgeant le caractère élitiste de Mário.
En 1922, il fait partie de l'équipe de jeunes de l'America, pour laquelle il participe au championnat de l'État en tant que milieu de terrain droit . Avec quatre buts inscrits, il est le meilleur buteur de l'équipe, qui termine deuxième. Il se met également au tennis et devient membre de l'équipe nationale.
Mário tient sa vie privée à l'écart des projecteurs et on sait peu de choses sur ses relations, c'est pourquoi des rumeurs circulent sur son homosexualité ou sur le fait qu'il est mort vierge, mais ces deux histoires sont rejetées comme de simples fantasmes malveillants.

### Études et carrière en droit
Mário Reis est diplômé en droit en 1930, de l'ancienne faculté de droit de l'université de Rio de Janeiro, aujourd'hui faculté nationale de droit de l'université fédérale de Rio de Janeiro (UFRJ), dans la classe d'Ary Barroso (LLB, 1929), avec qui il est ami et partisan, ayant enregistré sa première chanson Vou à Penha et son premier succès populaire, Vamos deixar de intimidades. Mais il est révélé par Sinhô en 1928.
Avec l'aide de son oncle Guilherme da Silveira, qui est un ami du président du Banco do Brasil, il obtient un emploi dans le département juridique de l'institution. Avec la déposition du président brésilien Washington Luís Pereira de Sousa en 1930, Guilherme doit quitter son poste et Mário Reis en profite pour démissionner au moment où son partenariat avec Francisco Alves prenait de l'ampleur.

### Carrière musicale

#### Débuts
Il apprend la guitare avec Carlos Lentini (Carlos Sertório de Freitas Lentini), alors futur membre du Regional de Benedito Lacerda. En 1926, à l'âge de 19 ans, il rencontre Sinhô, le compositeur et instrumentiste connu sous le nom de « roi de la samba », dans le magasin d'instruments et de partitions A Guitarra de Prata. Mário lui demande de devenir son professeur. Sinhô accepte après l'avoir entendu chanter Ora Vê Só et avoir apprécié sa façon unique de chanter. Après deux ans passés à perfectionner la technique de son élève, Sinhô présente Mário Reis à Federico Figner, le tout-puissant de la maison de disques Odéon, qui, après l'avoir entendu chanter, accepte d'enregistrer un disque avec la voix du chanteur jusqu'alors inconnu Son premier disque, sorti en 1928 et bien accueilli par la critique, comprend Que vale a nota sem o carinho da mulher sur une face et Carinhos de vovô sur l'autre. En plus de Sinhô, Donga joue de la guitare sur les deux faces. Mário reconnaîtra plus tard l'importance de Sinhô dans son éducation musicale, estimant qu'il lui a enseigné « le secret de la samba ».

#### Partenariat avec Francisco Alves

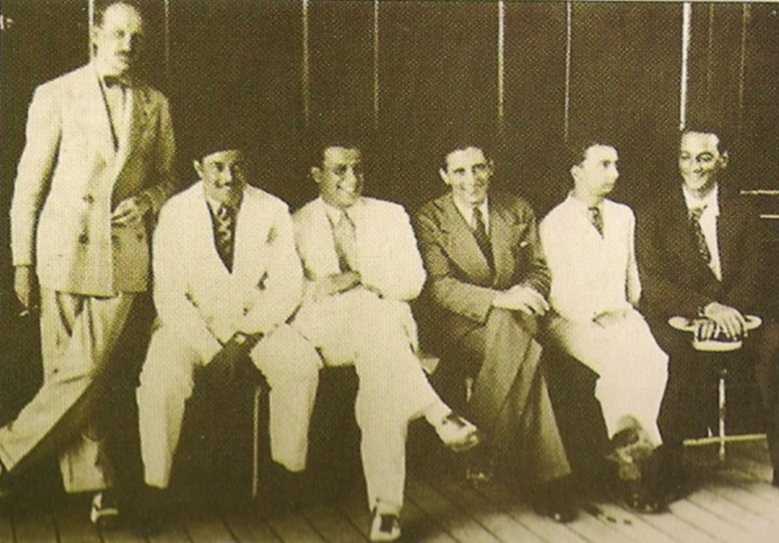
De gauche à droite : Personne inconnue, Pery Cunha, Mário Reis, Francisco Alves, Noel Rosa et Nonô à bord du navire Itaquera en 1932.

L'année où il quitte Branco do Brasil, Mário commence à travailler avec Francisco Alves, bien que les deux aient des voix très différentes. On ne sait pas lequel des deux a eu l'idée de cette collaboration, qui a donné lieu à 24 chansons sur 12 disques. La première sortie, en septembre de la même année, comprend Deixa Essa Mulher Chorar (Brancura) et Quá-quá-quá (Lauro de Barros, o Gradim) et a été réalisée avec le meilleur de ce que les technologies de l'époque pouvaient offrir.
Francisco, qui a le sens des affaires, décide de transformer le duo en spectacle vivant, en promouvant des représentations avec des artistes comme Lamartine Babo.
En 1931, un homme d'affaires argentin engage le duo pour se produire à Buenos Aires ; Carmen Miranda, Luperce Miranda, Artur de Souza Nascimento et une équipe de danseurs se joignent à eux. Il y a trente jours de représentations en deux sessions ; le chanteur de tango Carlos Gardel se produit entre les deux.
L'année suivante, Mário, Francisco, Noel Rosa, Pery Cunha et Nonô partent ensemble en tournée dans la Région Sud.

#### Carrière solo
Toujours avec Odéon, il sort son deuxième disque studio, avec deux autres chansons de Sinhô : Sabiá et Deus nos Livre do Castigo das Mulheres. En novembre 1928 sort le troisième disque, toujours avec deux morceaux de Sinhô : Jura et Gosto Que Me Enrosco (la première partie de cette dernière est revendiquée par Heitor dos Prazeres). Ce troisième disque se vendu à 30 000 exemplaires dans les premières semaines, ce qui constitue un chiffre important à l'époque.
Le style de chant particulier de Mário est d'abord mal accueilli, mais les critiques finissent par l'encenser. D'un autre côté, les traditionalistes l'accusent d'être un « fils à papa » qui veux dicter la direction de la chanson samba.
Pour son quatrième album, il décide d'interpréter des créations d'autres compositeurs : Vou à Penha, de son camarade de collège Ary Barroso, et Margot, d'Alfredinho Dermeval.
Lors du carnaval de 1929, deux chansons de Mário Reis connaissent une grande popularité : Dorinha, Meu Amor, de Freitinhas, et Gosto Que Me Enrosco. Ces succès  relancent la carrière du chanteur, qui sort sept disques au total cette année-là.
Cette année-là également, Mário commence à composer, mais sous le pseudonyme de Zé Carioca. Il achète parfois des sambas à des compositeurs d'Estácio.
En 1935, il effectue une deuxième tournée dans le Sud, cette fois avec Carmen Miranda, avec laquelle il participe à l'inauguration de la Rádio Farroupilha et enregistre de nombreux succès.
En janvier 1936, Mário enregistre un disque, Este Meio Não Serve (avec Noel Rosa), et Tira... Tira... (avec Alberto Simões et Donga), qui n'est pas bien accueilli par la critique. Le 10 du même mois, Mário met fin à sa carrière musicale.

#### Retour à la musique
Mário continue à travailler après avoir pris sa retraite. En 1939, il enregistre quatre chansons et participe à une émission de la Rádio Nacional avec Francisco Alves et Jean Sablon (de France) ; en 1940, il sort deux chansons pour le carnaval.
Presque dix ans plus tard, en 1951, il sort trois disques. Presque dix ans plus tard, en 1960, il sort son premier disque, Mário Reis Canta Suas Criações em Hi-Fi, chez Odéon. En 1965, avec Elenco, il sort son deuxième disque, Ao Meu Rio, en l'honneur du 400e anniversaire de sa ville natale.
En 1971, il sort son troisième disque éponyme, qui contient la samba Bolsa de Amores, de Chico Buarque, censurée par la dictature alors en vigueur dans le pays.
Toujours en 1971, Mário fait ce qui est considéré comme son véritable adieu à la musique : une série de représentations sur trois jours dans la "Golden Room" du Copacabana Palace, en présence de Juscelino Kubitschek, alors ex-président de la République, et de Chico Buarque ; ce dernier est ému par l'interprétation de la chanson A Banda de Mário. TV Globo enregistre même l'émission pour en faire une émission spéciale, mais abandonne l'idée efface les bandes pour des raisons qui restent obscures. Au cours des dernières années de sa vie, il vit reclus, évitant les journalistes et les photographes.

### Carrière cinématographique
Mário fait ses débuts au cinéma en 1935 dans les comédies musicales Alô, Alô, Brasil ! et Estudantes. Dans cette dernière, il joue le rôle d'un étudiant qui entretient une relation amoureuse avec une chanteuse de radio appelée Mimi, interprétée par Carmen Miranda. Il apparaît ensuite dans Alô, Alô, Carnaval ! (1936) et Joujoux e Balangandãs (1939).

### Mort et postérité
Mário meurt le 5 octobre 1981 d'une insuffisance rénale et d'une embolie pulmonaire à la suite de complications liées à une opération chirurgicale pour traiter un anévrisme abdominal. Il est inhumé au cimetière de São João Batista, où repose également le corps de son partenaire Francisco Alves.
En 1995, Júlio Bressane réalise le film O Mandarim sur la carrière de Mário Reis, interprété par Fernando Eiras.
Son œuvre est rarement publiée sur CD, mais il existe un CD (compilation) qui n'est pas si difficile à trouver. En 1998, le label Copacabana Discos publie la série Raízes do Samba, qui met sur le marché plusieurs noms de la samba de Rio et de la samba nationale, comme Ary Barroso, Ataulfo Alves, Nelson Cavaquinho, Cartola, entre autres, dans des enregistrements originaux. Il est réédité entre 2006 et 2012 sous le label EMI. Mário Reis figure sur la bande originale de la telenovela Kananga do Japão (1989/1990), sur la défunte Rede Manchete, avec la chanson Gosto que me enrosco, qui inspire en 1995 une samba-enredo à Portela.

## Discographie

### LPs
- Mário Reis Canta Suas Criações em Hi-Fi (1960)
- Ao Meu Rio (1965)
- Mário Reis (1971)
- Mário Reis: um cantor moderno (2005; caixa com três CDs totalizando 47 canções)

### 78 tours
- (1928) "Novo amor" / "O destino é Deus quem dá"
- (1928) "Dorinha, meu amor!" / "Vou me vingar"
- (1928) "Vou à Penha" / "Margô"
- (1928) "Jura" / "Gosto que me enrosco"
- (1928) "Sabiá" / "Deus nos livre do castigo das mulheres"
- (1928) "Que vale a nota sem o carinho da mulher" / "Carinhos de vovô"
- (1929) "Deixaste meu lar" / "Podes sorrir"
- (1929) "A medida do Senhor do Bonfim" / "Cansei"
- (1929) "Vamos deixar de intimidade" / "É tão bonitinha!"
- (1929) "Vai mesmo" / "Carga de burro"
- (1929) "Perdão" / "Meu amor, vou-te deixar!"
- (1929) "Vadiagem" / "Sorriso falso"
- (1930) "És falsa" / "Eu agora sou família"
- (1930) "Mentira" / "Já é demais"
- (1930) "No Grajaú, Iaiá" / "Estou descrente"
- (1930) "O que há contigo?" / "Meu coração não te aceita"
- (1930) "Risoleta" / "Nosso futuro"
- (1930) "Capricho de mulher" / "Não dou confiança ao azar"
- (1930) "Outro amor" / "Vou morar na roça"
- (1931) "Não me perguntes" / "Quem ama não esquece"
- (1931) "Quem espera sempre alcança"
- (1931) "Batucada" / "N’aldeia"
- (1932) "Mentir" / "Prazer em conhece-lo"
- (1932) "Uma jura que eu fiz" / "Mulato bamba"
- (1932) "Ao romper da aurora" / "Sinto muito"
- (1932) "Sofrer é da vida" / "Só dando com uma pedra nela"
- (1933) "Agora é cinza" / "Doutor em samba"
- (1933) "Eu queria um retratinho de você" / "Força de malandro"
- (1933) "As cinco estações do ano"
- (1933) "Chegou a hora da fogueira" / "Tarde na serra"
- (1933) "Fui louco" / "Pobre criança"
- (1933) "Linda morena" / "A tua vida é um segredo"
- (1933) "Aí, hem?" / "Boa bola!"
- (1933) "Esquina da vida" / "Meu barracão"
- (1933) "Vejo amanhecer" / "Filosofia"
- (1933) "Quando o samba acabou" / "Capricho de rapaz solteiro"
- (1933) "Vai haver barulho no chatô"
- (1934) "Nada além" / "Parei contigo"
- (1934) "Rasguei a minha fantasia" / "Verbo amar"
- (1934) "Nosso romance" / "Se eu fosse pintor"
- (1934) "Mais uma estrela" / "Cortada na censura"
- (1934) "Estás no meu caderno" / "Vou ver se posso..."
- (1934) "Tenho raiva de quem sabe" / "Não sei que mal eu fiz"
- (1934) "Isto é lá com Santo Antônio" / "Pra meu São João"
- (1934) "Gargalhada" / "Meu sofrimento"
- (1934) "É de amargar" / "Você faz assim comigo"
- (1934) "Me respeite... ouviu?" / "Alô?... alô...."
- (1934) "Uma andorinha não faz verão" / "Moreninha tropical"
- (1934) "Ride... Palhaço" / "O sol nasceu pra todos"
- (1935) "Na hora "H"" / "Vai Ter"
- (1935) "Meu consolo" / "Foi assim que morreu o nosso amor"
- (1935) "Adeus saudade" / "Sonho de jardineiro"
- (1935) "Linda Ninon" / "Linda Mimi"
- (1935) "Pistolões" / "Roda de fogo"
- (1935) "Este samba foi feito pra você" / "Amei demais"
- (1935) "Eva querida" / "Muito mais"
- (1936) "Este meio não serve" / "Tira...tira..."
- (1936) "É você que eu ando procurando" / "Você merece muito mais"
- (1936) "Você é quem brilha" / "A tal"
- (1936) "Olha esse bloco" / "Foi audácia"
- (1936) "Você é crente" / "Vai-te embora"
- (1936) "Fra diávolo no carnaval" / "Cadê Mimi?"
- (1936) "Teatro da vida" / "Menina, eu sei de uma coisa..."
- (1939) "Deixa esta mulher sofrer" / "Iaiá Boneca"
- (1939) "Joujoux e Balangandãs" / "Voltei a cantar"
- (1940) "Vírgula" / "Você me maltrata"
- (1951) "Ora vejam só" / "A favela vai abaixo"
- (1951) "Fala meu louro" / "Gosto que me enrosco"
- (1951) "Jura" / "Sabiá" Continental 78
- (1952) "Flor tropical" / "Saudade do samba"

#### Avec Francisco Alves
- (1930) "Deixa essa mulher chorar" / "Quá-Quá-Quá"
- (1931) "Não há" / "Se você jurar"
- (1931) "Arrependido" / "O que será de mim?"
- (1931) "Nem assim" / "Anda, vem cá!"
- (1931) "Sinto saudade" / "Ri pra não chorar"
- (1932) "Marchinha do amor" / "Liberdade"
- (1932) "É preciso discutir" / "Foi em sonho"
- (1932) "Perdão, meu bem" / "Antes não te conhecesse"
- (1932) "A razão dá-se a quem tem" / "Rir"
- (1932) "Estamos esperando" / "Tudo que você diz"
- (1932) "Formosa" / "Primeiro amor"
- (1932) "Mas como... outra vez?" / "Fita amarela"